# Édouard de Verneuil

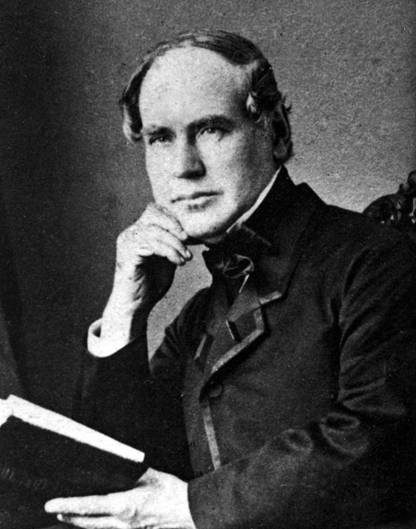
Édouard de Verneuil (1860)

Philippe Édouard Poulletier de Verneuil (* 13. Februar 1805 in Paris; † 29. Mai 1873 ebenda) war ein französischer Geologe und Paläontologe.

## Leben
De Verneuil studierte Jura, konnte aber aufgrund finanzieller Unabhängigkeit seinen naturwissenschaftlichen Interessen folgen und besuchte Vorlesungen in Geologie von Léonce Élie de Beaumont. Er unternahm geologische Erkundungsreisen nach Russland und der Krim (veröffentlicht 1837), untersuchte das Paläozoikum (besonders Devon) von Pas-de-Calais und im Rheinischen Schiefergebirge und in Belgien, wohin er Roderick Impey Murchison und Adam Sedgwick 1839 begleitete. Außerdem begleitete er Murchison auf dessen Bitte auf dessen Russlandreise (veröffentlicht 1845) und anschließend studierte er paläozoische Schichten in den USA (veröffentlicht im Bull. Soc. Geol. France 1847) und stellte eine geologische Karte von Spanien und Portugal auf mit Edouard Collomb (veröffentlicht 1864).

## Ehrungen
1854 wurde er in die Académie des sciences aufgenommen und 1846 wurde er in die American Academy of Arts and Sciences gewählt. 1853 wurde ihm die Wollaston-Medaille der Geological Society of London verliehen, 1860 wurde er zum auswärtigen Mitglied (Foreign Member) der Royal Society gewählt. Ab 1856 war er korrespondierendes Mitglied der Russischen Akademie der Wissenschaften in Sankt Petersburg. Er war Ritter der Ehrenlegion, Träger des Großkreuzes des Orden de Isabel la Católica, Kommandant des Ordens des Heiligen Wladimir und des Russischen Ordens der Heiligen Anna, Kommandant des Orden Karls III. und Offizier des brasilianischen Ordens der Rose. Er war dreimal Präsident der französischen geologischen Gesellschaft (1840, 1853, 1867). Édouard de Verneuil war Mitglied der Gesellschaft Deutscher Naturforscher und Ärzte.

## Schriften
- mit Adolphe d’Archiac: Mémoire géologique sur la Crimée, Paris 1837
- Mémoire sur les fossiles des bords du Rhin, Paris 1842
- mit Roderick urchison und Alexander von Keyserling: Geology of Russia in Europe and the Ural Mountains, Band 2, London 1845; deutsch von Leonhard, Stuttgart 1848.
- mit Edouard Collomb: Coup d'œil sur la constitution géologique de plusieurs provinces de l'Espagne. Bulletin de la Société géologique de France, 2me série, Paris 1853, S. 61 (online)
- mit Edouard Collomb: Carte geologique de l'Espagne et du Portugal, 1864